# Zorro, ostrze szpady
Zorro, ostrze szpady (ang. Zorro, The Gay Blade) – amerykańska komedia płaszcza i szpady z 1981 roku w reżyserii Petera Medaka i produkcji C.O. Ericksona i George'a Hamiltona, który wystąpił w roli głównej.
Parodystyczny sequel Znaku Zorro (1940).

## Fabuła
W latach 40. XIX wieku, hiszpański szlachcic don Diego de la Vega śpi z zamężną kobietą w Madrycie. Zostają złapani przez jej męża, a Diego musi walczyć na szpady z nim i jego pięcioma braćmi. Podczas walki Paco, jego niemy sługa, czyta gestami list od ojca Diega nakazujący powrót do rodzinnej Kalifornii. Diego i Paco zeskakują z wysokiego muru do czekającego powozu. Kilka miesięcy później obaj przybywają do Los Angeles, gdzie spotyka ich przyjaciel z dzieciństwa Diega, Esteban, obecnie straży. Ożenił się z Florindą, o którą mężczyźni rywalizowali, gdy byli chłopcami. Diego dowiaduje się, że jego ojciec, alkad Los Angeles, zginął w wypadku podczas jazdy konnej, kiedy koń „przestraszył się żółwia”. Esteban jest pełniącym obowiązki alkada, dopóki donowie nie wybiorą następcy.
Esteban zostaje wybrany przez aklamację, po czym wygłasza przemówienie do zgromadzonych chłopów. Jego wypowiedź przerywa Charlotte Taylor-Wilson, bogata amerykańska działaczka polityczna z Bostonu. Mimo różnic politycznych, Diego jest nią zauroczony. Wkrótce otrzymuje w spadku po ojcu kostium Zorro. Okazuje się, iż to ojciec Diega był Zorro i w liście zamierza przekazać tę rolę jednemu ze swych synów. Diego uznaje, że bal maskowy, wydany z okazji nominacji Estebana, jest idealnym miejscem na ogłoszenie powrotu Zorro. W drodze na miejsce Diego jako Zorro jest świadkiem jak poborca podatkowy Velazquez ciemięży ubogiego chłopa i go przegania, zaś nakazuje chłopu rozprzestrzenić wiadomość o powrocie Zorro.
Na balu Velasquez mówi Estebanowi o incydencie, wskazując na Zorro tańczącego z Florindą. Dochodzi do pojedynku z Estebanem, po którym Zorro ucieka, jednak skacząc z wysokiego muru skręca sobie stopę i poważnie utyka. Tej samej nocy pijana Florinda próbuje uwieść Diega w jego hacjendzie, ale Esteban przybywa, by opowiedzieć jej o wydarzeniach wieczoru. Zaczyna podejrzewać Diega o bycie Zorro, ten jednak przekonuje go, że sprawnie chodzi. Rozpoczyna się panowanie terroru, obejmującego tortury i zwiększone podatki. Diego jest sfrustrowany, ponieważ będąc kontuzjowanym, nie może walczyć z tyranią Estebana.
Niespodziewanie przybywa z wizytą, kształcony w Wielkiej Brytanii oficer tamtejszej marynarki wojennej, Ramón de la Vega – homoseksualny i fircykowaty brat-bliźniak Diega, który przyjął nazwisko „Misio Kręcipupcia”. Diego informuje o wszystkim Misia i zdaje sprawę, że ojciec w liście nie precyzował, który syn ma zostać jego następcą. Misio zgadza się zastąpić brata w roli Zorro, dopóki ten nie wróci do zdrowia. Jednak Zorro w jego wykonaniu nosi ekstrawaganckie stroje w różnych skoordynowanych kolorach, a także z powodu braku doświadczenia w szermierce używa bicza zamiast szpady. Zastępczy Zorro skutecznie walczy w obronie ludzi i zawsze unika schwytania. Charlotte zachwyca się bezinteresownością Zorro i spotykając go wyznaje, że spełniłaby każdą jego prośbę. Esteban obmyśla plan zwabienia Zorro do rezydencji, organizując kolejny bal, podczas którego Florinda ma zaprezentować swój drogi, nowy naszyjnik.
Przejrzawszy podstęp, zaproszony Diego przybywa w przebraniu Zorro. Taki sam kostium mają wszyscy donowie oraz męscy goście balu, twierdząc, że otrzymali wiadomość od Estebana, nakazującą im ubrać się w ten sposób. Na balu jest też obecny Misio, przebrany za kobietę. Jako „Margarita” Kręcipupcia, kuzynka Diega z Santa Barbara oczarowuje Estebana. Misio przypadkowo rozlewa drink na Florindę, a w powstałym zamieszaniu próbuje wyczyścić jej suknię i w tym czasie kradnie naszyjnik. Misio wkrótce ma wrócić Wielkiej Brytanii, ale przed odjazdem mówi bratu, że Charlotte wyznała swoją miłość do Zorro. Diego jako Zorro spotyka się z Charlotte, wpadając w swoje ramiona, lecz są obserwowani przez szpiega Estebana.
Esteban, aby zwabić Zorro, każe aresztować Charlotte. Ma ona zostać publicznie stracona. Zorro poddaje się Estebanowi, aby ją ocalić, i zostaje skazany na śmierć z rąk plutonu egzekucyjnego. Gdy ma nastąpić wykonanie wyroku, pojawia się Misio w swoim kostiumie Zorro. Żołnierze zostają pokonani przez obu Zorro, co motywuje zgromadzonych chłopu do buntu. Żołnierze i Velasquez również się buntują i obalają Estebana, od którego odchodzi Florinda. Misio w końcu odjeżdża, by zdążyć na statek do Wielkiej Brytanii, żegnając się z bratem i Charlotte. Diego i Charlotte ruszają, by zaplanować swoje wesele. Jako prezent ślubny Charlotte sugeruje, by Diego oddał całą rodzinną ziemię ludziom, aby mogli się osiedlić i założyć rodzinę w Bostonie.

## Obsada
- George Hamilton –
  - Zorro / don Diego de la Vega
  - Misio Kręcipupcia / Ramón de la Vega
- Lauren Hutton – Charlotte Taylor-Wilson
- Brenda Vaccaro – Florinda
- Ron Leibman – kapitan Esteban
- Donovan Scott – Paco
- James Booth – Velasquez
- Helen Burns – Consuelo
- Clive Revill – Garcia
- Carolyn Seymour – Dolores
- Eduardo Noriega – don Francisco
- Pilar Pellicer – żona don Francisco
- Jorge Russek – don Fernando
- Eduardo Alcaraz – don Jose
- Carlos Bravo y Fernández – don Luis Obispo
- Roberto Dumont – Ferraro
- Jorge Bolio – Pablito
- Frank Welker – narrator (głos)

Źródło:

## Nagrody i nominacje
| Nagroda                       | Kategoria                              | Nominowani                  | Wynik     | Źródło |
| ----------------------------- | -------------------------------------- | --------------------------- | --------- | ------ |
| Złote Globy                   | Najlepszy aktor w komedii lub musicalu | George Hamilton             | Nominacja | [ 5 ]  |
| Złota Malina                  | Najgorsza muzyka                       | Ian Fraser                  | Nominacja | [ 6 ]  |
| The Stinkers Bad Movie Awards | Najgorszy aktor drugoplanowy           | Ron Leibman                 | Wygrana   | [ 7 ]  |
| The Stinkers Bad Movie Awards | Najgorsza aktorka drugoplanowa         | Brenda Vaccaro              | Wygrana   | [ 7 ]  |
| The Stinkers Bad Movie Awards | Najgorsza ekranowa para                | Ron Leibman, Brenda Vaccaro | Wygrana   | [ 7 ]  |